# Pamětní medaile 250. výročí Leningradu
Pamětní medaile 250. výročí Leningradu (rusky Медаль «В память 250-летия Ленинграда») byla sovětská pamětní medaile  založená roku 1957. Udílena byla za významný přínos při obnově a rekonstrukci města po druhé světové válce a za rozvoj různých hospodářských odvětví, kultury, vědy a podobně. 

## Historie
Pamětní medaile byla zřízena dekretem prezidia Nejvyššího sovětu Sovětského svazu dne 16. května 1957 u příležitosti 250. výročí města Leningrad. Autorem vzhledu medaile je výtvarník N. A. Sokolov.
K 1. lednu 1995 byla Pamětní medaile 250. výročí Leningradu udělena přibližně 1 445 900 lidem.

## Pravidla udílení
Medaile byla udělena občanům města, kteří se vyznamenali při obnovovacích pracích a rekonstrukci města a svou prací zajistili rozvoj průmyslu, dopravy, městské ekonomiky, obchodu, vědy, kulturních a vzdělávacích institucí za předpokladu, že žili v Leningradu (dnešní Petrohrad) nebo na jeho předměstích po dobu alespoň pěti let.
Medaili tak obdrželi dělníci a technici průmyslových podniků a stavebních projektů, zaměstnanci v dopravě a komunálních službách v Leningradu, pracovníci v oblasti vědy, techniky, umění, literatury, vzdělávání a zdravotní péče, zaměstnanci vládních agentur, stran, odborů, Komsomolu a dalších veřejných organizací, vojáci, důchodci, váleční veteráni i ženy v domácnosti, které se aktivně podílely na zlepšování města, či pracovníci škol a dětských ústavů.
Základem pro udělení vyznamenání byla osobní knížka účastníka obnovy národního hospodářství. Tento dokument potvrzoval účast na obnově města. Udával hodinovou normu za týden, kterou musel rezident odpracovat při obnovovacích pracích, a potvrzení o plnění normy razítkem příslušné instituce.
Medaile byla udělena i účastníkům obrany Leningradu za Velké vlastenecké války, kterým byla dříve udělena medaile Za obranu Leningradu, a to bez ohledu na místo jejich bydliště.
Udílena byla jménem prezidia Nejvyššího sovětu SSSR výkonným výborem městské rady pracujících v Leningradu.
Medaile se nosí nalevo na hrudi. V přítomnosti dalších sovětských medailí se nosí za Pamětní medailí 800. výročí Moskvy. Pokud se nosí s vyznamenáními Ruské federace, pak mají ruská vyznamenání přednost.

## Popis medaile
Medaile kulatého tvaru o průměru 32 mm je vyrobena z barevného kovu. Na přední straně je reliéfní vyobrazení pomníku V. I. Lenina u Finského nádraží s řekou Něvou a budovou Admirality v pozadí. Za pomníkem vlají vlajky a dole je vavřínová ratolest se srpem a kladivem. V horní části medaile je nápis v cyrilici В память 250-летия Ленинграда (na památku 250. výročí Leningradu) a obrázek pěticípé hvězdy. Na zadní straně je budova Smolného institutu. Nad ní je nápis v cyrilici ОДУ-ГЕРОЮ СЛАВА! a dole číslo 250. V horní části je ve věnci z dubových a vavřínových listů vpletena stužka Leninova řádu a Řádu rudého praporu, které byly již dříve uděleny městu.
Medaile je připojena pomocí jednoduchého kroužku ke kovové destičce ve tvaru pětiúhelníku potažené hedvábnou stuhou z moaré. Stuha je modrá s bílými proužky lemujícími oba okraje. Uprostřed je červený pruh kterým prochází dvě dvojice úzkých žlutých proužků.